# Ivan Botono
Ivan Botono, zadarski biskup od 1320. do 1332. godine. Iz mjesne plemićke obitelji Botono. Zaslužan za obnovu katedrale sv. Stošije. Brat hvarskog biskupa Vita i stric Vita ml., također hvarskog biskupa.